# 有川清次
有川 清次（ありかわ せいじ、1929年12月17日 - 2016年5月13日）は、日本の政治家。元日本社会党衆議院議員（1期）。

## 来歴
鹿児島県出身。鹿児島県立鹿屋高等学校卒業。鹿屋市議会議員、鹿児島県議会議員を経て、1990年の総選挙で鹿児島3区から初当選。定数2で二階堂進・山中貞則という自民党の大物二人を相手にしたが、山中を28票差で破っての当選であった。1993年の総選挙で落選。衆議院議員1期。
落選後の1994年、鹿屋市長浅井隼人の死去による鹿屋市長選挙に無所属で立候補したが、元助役の山下栄に敗れて落選した。